# Mount Black Prince
Der Mount Black Prince ist ein imposanter, pyramidenförmiger und 3456 m (nach anderer Angabe 3405 m) hoher Berg aus dunklem Sedimentgestein im ostantarktischen Viktorialand. In den Admiralitätsbergen ragt er 6 km westlich des Mount Ajax an der Nordseite des Firnfelds am Leander-Gletscher auf.
Teilnehmern einer von 1957 bis 1958 durchgeführten Kampagne im Rahmen der New Zealand Geological Survey Antarctic Expedition benannten ihn nach seinem Erscheinungsbild und nach dem neuseeländischen Kreuzer HMNZS Black Prince.